# Anthony Basso
Anthony Basso (Besançon, 4 luglio 1979 – Besançon, 23 gennaio 2025) è stato un calciatore francese, di ruolo portiere.

## Palmarès

### Competizioni internazionali
- Coppa Intertoto UEFA: 1

Udinese: 2000